# Fleixa-Pass
Der Fleixa-Pass ist ein wichtiger Gebirgspass in Osttimor.
Der Fleixa-Pass liegt auf einer Höhe von 1674 m im Suco Aituto (Verwaltungsamt Maubisse, Gemeinde Ainaro), zwischen den Orten Lientuto (Suco Aituto) im Norden und Aituto (Suco Mulo) im Süden. 15 Kilometer nördlich liegt Maubisse, 25 Kilometer südlich des Passes die Stadt Ainaro. Nördlich liegt der Berg Ailora, der als Heiligtum gilt.

## Geschichte
Im Zweiten Weltkrieg besetzte Japan das damalige Portugiesisch-Timor. Während der Besatzung kam es zu Kämpfen zwischen Mambai aus Ainaro, Aileu und Same. Während die einen die Japaner unterstützten, verweigerte die andere Gruppe den Invasoren die Erlaubnis einen Militärposten auf dem heiligen Grund zu errichten. Die Japaner ließen die Einheimischen den Streit unter sich ausfechten.
Ende Januar 1976 kämpften die indonesischen Invasoren und der osttimoresischen Widerstand der FRETILIN um die Kontrolle der wichtigen Verbindungsstraße. Erst am 23. Februar konnten die Indonesier schließlich die Stadt Ainaro erreichen.